# リチャード・ロドリゲス (野球)
リチャード・オーガスティン・ロドリゲス（Richard Agustin Rodríguez, 1990年3月4日 - ）は、ドミニカ共和国サンティアゴ州サンティアゴ・デ・ロス・カバリェロス出身のプロ野球選手（投手）。右投右打。現在は、フリーエージェント（FA）。愛称は”痩せた犬”を意味するペロ・フラーコ（Perro Flaco）。

## 経歴

### プロ入りとアストロズ傘下時代
2010年にヒューストン・アストロズと契約してプロ入り。契約後、傘下のルーキー級ドミニカン・サマーリーグ・アストロズでプロデビュー。5試合に先発登板して2勝1敗、防御率2.00、16奪三振を記録した。
2011年はルーキー級ガルフ・コーストリーグ・アストロズでプレーし、4試合に登板して防御率9.82、3奪三振を記録した。
2012年はアパラチアンリーグのルーキー級グリーンビル・アストロズ、A級レキシントン・レジェンズでプレーし、2球団合計で9試合（先発7試合）に登板して2勝1敗、防御率3.85、41奪三振を記録した。
2013年はA-級トリシティ・バレーキャッツとA級クァッドシティ・リバーバンディッツでプレーし、2球団合計で30試合に登板して4勝1敗1セーブ、防御率4.47、41奪三振を記録した。
2014年はA+級ランカスター・ジェットホークス、AA級コーパスクリスティ・フックス、AAA級オクラホマシティ・レッドホークスでプレーし、3球団合計で34試合に先発登板して2勝2敗、防御率3.62、67奪三振を記録した。
2015年はAAA級フレズノ・グリズリーズでプレーした。

### オリオールズ時代

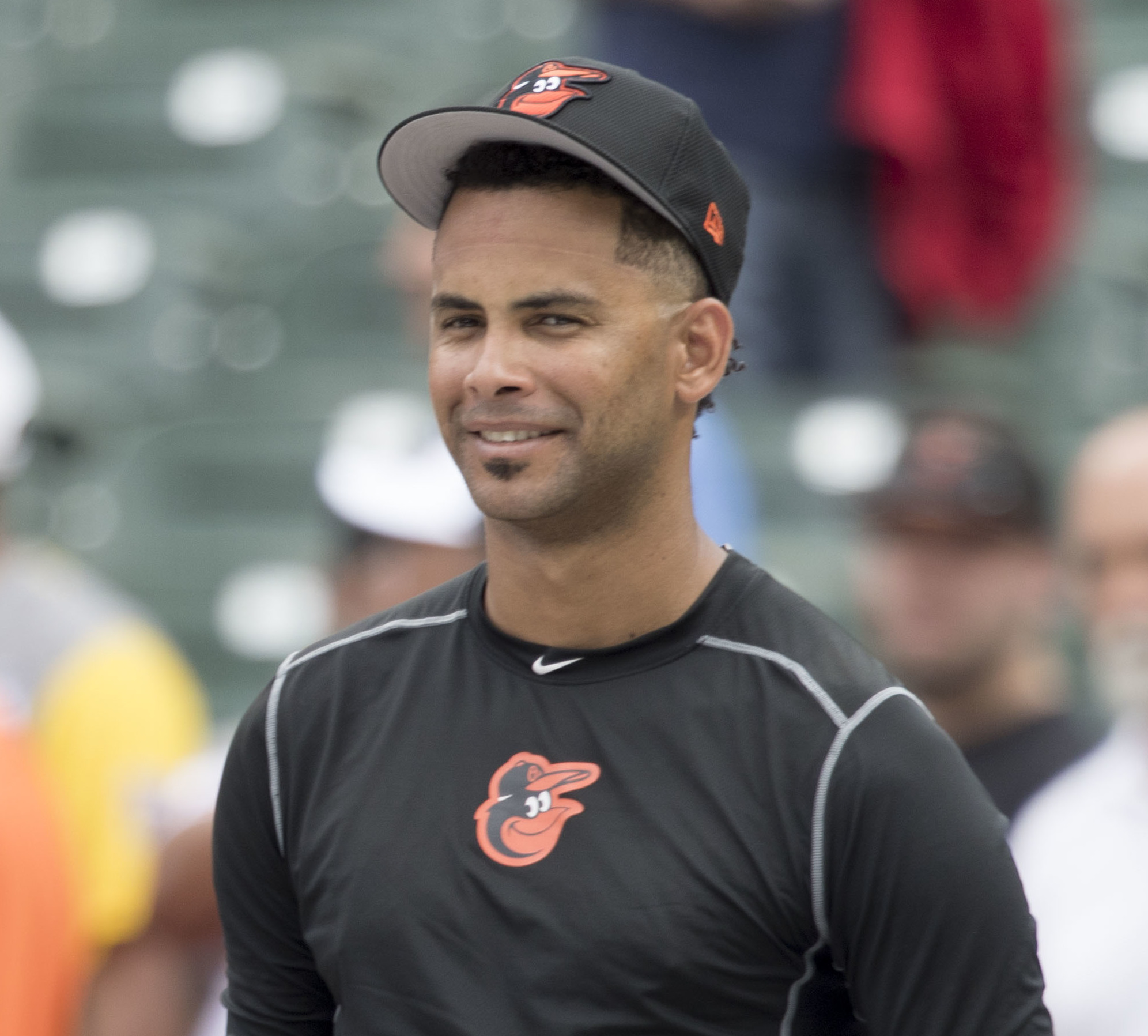
ボルチモア・オリオールズ時代
（2017年9月5日）

2015年6月25日に金銭トレードで、ボルチモア・オリオールズへ移籍した。移籍後は傘下のAA級ボウイ・ベイソックスとAAA級ノーフォーク・タイズでプレーし、移籍前を含めた3球団合計で46試合に登板して7勝4敗、防御率2.47、74奪三振を記録した。
2016年はAAA級ノーフォークでプレーし、48試合（先発2試合）に登板して6勝2敗2セーブ、防御率2.53、81奪三振を記録した。
2017年、マイナーではAAA級ノーフォークでプレーし、42試合（先発1試合）に登板して4勝4敗10セーブ、防御率2.42、80奪三振を記録した。9月1日にメジャー契約を結んでアクティブ・ロースター入りし、翌2日のトロント・ブルージェイズ戦でメジャーデビュー。この年メジャーでは5試合で防御率14.29だった。9月17日にDFAとなり、同日中にマイナー契約でAAA級ノーフォークへ配属された。オフの11月6日にFAとなった。

### パイレーツ時代
2017年12月7日にピッツバーグ・パイレーツとマイナー契約を結び、2018年のスプリングトレーニングに招待選手として参加することになった。
2018年の開幕は傘下のAAA級インディアナポリス・インディアンスで迎えたが、4月13日にメジャー契約を結んでアクティブ・ロースター入りした。そこから右のリリーフとしてメジャーに定着し、最終的に63試合に登板して4勝3敗、防御率2.47、88奪三振、15ホールドを記録した。シーズン終了後にはパイレーツの球団最優秀新人に選出された。

### ブレーブス時代
2021年7月30日にブライス・ウィルソン、リッキー・デビトとのトレードで、アトランタ・ブレーブスへ移籍した。オフの11月30日にノンテンダーFAとなった。

## 投球スタイル
投球の75%は最速96.7mph（約155.6km/h）の高回転の速球で占められている。

## 詳細情報

### 年度別投手成績
| 年 度    | 球 団    | 登 板 | 先 発 | 完 投 | 完 封 | 無 四 球 | 勝 利 | 敗 戦 | セ 丨 ブ | ホ 丨 ル ド | 勝 率 | 打 者 | 投 球 回 | 被 安 打 | 被 本 塁 打 | 与 四 球 | 敬 遠 | 与 死 球 | 奪 三 振 | 暴 投 | ボ 丨 ク | 失 点 | 自 責 点 | 防 御 率 | W H I P |
| -------- | -------- | ----- | ----- | ----- | ----- | -------- | ----- | ----- | -------- | ----------- | ----- | ----- | -------- | -------- | ----------- | -------- | ----- | -------- | -------- | ----- | -------- | ----- | -------- | -------- | ------- |
| 2017     | BAL      | 5     | 0     | 0     | 0     | 0        | 0     | 0     | 0        | 0           | ----  | 31    | 5.2      | 12       | 4           | 3        | 1     | 1        | 3        | 0     | 0        | 9     | 9        | 14.29    | 2.65    |
| 2018     | PIT      | 63    | 0     | 0     | 0     | 0        | 4     | 3     | 0        | 15          | .571  | 279   | 69.1     | 55       | 5           | 19       | 3     | 5        | 88       | 11    | 0        | 19    | 19       | 2.47     | 1.07    |
| 2019     | PIT      | 72    | 0     | 0     | 0     | 0        | 4     | 5     | 1        | 16          | .444  | 285   | 65.1     | 65       | 14          | 23       | 3     | 2        | 63       | 1     | 0        | 30    | 27       | 3.72     | 1.35    |
| 2020     | PIT      | 24    | 0     | 0     | 0     | 0        | 3     | 2     | 4        | 2           | .600  | 93    | 23.1     | 15       | 3           | 5        | 0     | 2        | 34       | 3     | 0        | 8     | 7        | 2.70     | 0.86    |
| 2021     | PIT      | 37    | 0     | 0     | 0     | 0        | 4     | 2     | 14       | 0           | .667  | 145   | 38.1     | 27       | 2           | 5        | 0     | 1        | 33       | 2     | 1        | 12    | 12       | 2.82     | 0.83    |
| 2021     | ATL      | 27    | 0     | 0     | 0     | 0        | 1     | 2     | 0        | 8           | .333  | 106   | 26.0     | 23       | 6           | 5        | 1     | 1        | 9        | 2     | 0        | 9     | 9        | 3.12     | 1.08    |
| '21計    | ATL      | 64    | 0     | 0     | 0     | 0        | 5     | 4     | 14       | 8           | .556  | 251   | 64.1     | 50       | 8           | 10       | 1     | 2        | 42       | 4     | 1        | 21    | 21       | 2.94     | 0.93    |
| MLB：5年 | MLB：5年 | 228   | 0     | 0     | 0     | 0        | 16    | 14    | 19       | 41          | .533  | 939   | 228.0    | 197      | 34          | 60       | 8     | 12       | 230      | 19    | 1        | 87    | 83       | 3.28     | 1.13    |

- 2021年度シーズン終了時

### 年度別守備成績
| 年 度 | 球 団 | 投手（P） | 投手（P） | 投手（P） | 投手（P） | 投手（P） | 投手（P） |
| 年 度 | 球 団 | 試 合     | 刺 殺     | 補 殺     | 失 策     | 併 殺     | 守 備 率  |
| ----- | ----- | --------- | --------- | --------- | --------- | --------- | --------- |
| 2017  | BAL   | 5         | 1         | 0         | 0         | 1         | 1.000     |
| 2018  | PIT   | 63        | 2         | 6         | 0         | 0         | 1.000     |
| 2019  | PIT   | 72        | 0         | 4         | 0         | 0         | 1.000     |
| 2020  | PIT   | 24        | 2         | 1         | 0         | 0         | 1.000     |
| 2021  | PIT   | 37        | 0         | 0         | 0         | 0         | ----      |
| 2021  | ATL   | 27        | 0         | 1         | 0         | 0         | 1.000     |
| '21計 | ATL   | 64        | 0         | 1         | 0         | 0         | 1.000     |
| MLB   | MLB   | 228       | 5         | 12        | 0         | 1         | 1.000     |

- 2021年度シーズン終了時

### 背番号
- 52（2017年）
- 48（2018年 - 2021年）